# Родин, Василий Михайлович
Васи́лий Миха́йлович Родин (5 [17] апреля 1831 — ? / после 1892) — полковник царской армии, Олонецкий Уездный воинский начальник.

## Биография
Уроженец Орловской губернии. Отец был священником. Воспитание Василий Михайлович Родин получил в Орловской духовной семинарии. Во время Крымской войны был призван на военную службу в составе резервного батальона для усиления обороны Кронштадта. Вступил в службу 29 апреля 1854 года унтер-офицером. Оставался на военной службе в течение следующих 37 лет, дослужившись до должности Олонецкого уездного воинского начальника.
10 февраля 1892 года уволен от службы с произведением в полковники.
Точная дата смерти не известна. Последнее печатное упоминание в списке должностных лиц Олонецкой губернии на 1 января 1892 года.
Личное дело хранится в РГВИА.

## Семья
Был женат на дочери Пороховского помещика Бараусова Варваре Яковлевне.
Имел троих детей.
- Евгения Васильевна Родина (род. 24 декабря 1866 [5 января 1867]); о судьбе её нет сведений.
- Михаил Васильевич Родин (род. 22 октября [3 ноября] 1868) — полковник, Георгиевский кавалер;
- Евгений Васильевич Родин (род. 19 [31] декабря 1878); о судьбе его нет сведений.

## Награды
- Орден Святого Станислава 3-й ст.;
- Орден Святой Анны 3-й ст.;
- Орден Святого Станислава 2-й ст.;
- Светло-бронзовая медаль «В память войны 1853—1856 гг.» на Андреевской ленте.